# Sigríðarstaðasandur
Sigríðarstaðasandur är ett sandområde mellan strandsjöarna Sigríðarstaðavatn och Hóp vid fjorden Húnafjörður på nordvästra Island.   Det ligger i regionen Norðurland vestra, 170 km norr om Reykjavík.
Årsmedeltemperaturen i trakten är −2 °C. Den varmaste månaden är juni, då medeltemperaturen är 10 °C, och den kallaste är januari, med −6 °C.